# Serhij Jesin
Serhij Ołeksandrowycz Jesin, ukr. Сергій Олександрович Єсін (ur. 2 kwietnia 1975 w Kerczu, Ukraińska SRR) – ukraiński piłkarz, grający na pozycji pomocnika, reprezentant Ukrainy, trener piłkarski.

## Kariera piłkarska

### Kariera klubowa
W 1992 rozpoczął karierę piłkarską w miejscowym klubie Tawrija Symferopol, skąd w 2000 przeszedł do Metalista Charków, a potem do PFK Sewastopol. W 2003 wyjechał do Uzbekistanu, gdzie bronił barw klubu Navbahor Namangan. Po roku powrócił do Ukrainy, gdzie został piłkarzem Tawrii Symferopol. Po występach w zespole Helios Charków latem 2006 przeniósł się do Zakarpattia Użhorod, w którym latem 2009 zakończył karierę piłkarską.

### Kariera reprezentacyjna
5 października 1996 debiutował w drużynie narodowej Ukrainy w wygranym 2:1 meczu kwalifikacyjnym do Mistrzostw Świata 1998 we Francji z Portugalią. Łącznie rozegrał 2 gry reprezentacyjne.

## Kariera trenerska
Po zakończeniu kariery piłkarskiej rozpoczął pracę trenerską. Najpierw pomagał trenować Zakarpattia Użhorod, a w sierpniu 2011 przeniósł się do sztabu szkoleniowego Heliosa Charków. Od 29 kwietnia 2013 pełnił obowiązki głównego trenera w Heliosie Charków, a 14 czerwca został zatwierdzony na tym stanowisku. 30 marca 2015 podał się do dymisji.

## Sukcesy i odznaczenia

### Sukcesy klubowe
- mistrz Ukrainy: 1992
- finalista Pucharu Ukrainy: 1994

### Odznaczenia
- tytuł Mistrza Sportu Ukrainy.